# Journal of the ACM
O Journal of the ACM (JACM) é a revista científica carro-chefe da Association for Computing Machinery (ACM). É peer-reviewed e abrange ciência da computação em geral, especialmente os aspectos teóricos. Seu atual editor-chefe é Victor Vianu, da Universidade da Califórnia, San Diego. O jornal é publicado desde 1954. e "cientistas da computação universalmente têm o Journal of the ACM em alta estima".